# Bradley Davis
Bradley Joseph Davis (Saint Charles, 8 novembre 1981) è un ex calciatore statunitense, di ruolo centrocampista.

## Palmarès

### Club
- Campionato MLS: 2

Houston Dynamo: 2006, 2007

### Nazionale
- Gold Cup: 1

2005